# Pilgrim Holiness Church
Pilgrim Holiness Church är namnet på två kristna trossamfund inom den amerikanska helgelserörelsen, med rötterna i den kyrka med samma namn som bildades 1922 genom samgående mellan International Apostolic Holiness Church och The Pilgrim Church.
1968 gick man ihop med Wesleyan Methodist Church of America och bildade Wesleyan Church.
Men mindre grupper hoppade av och lever kvar under det ursprungliga namnet.

## Historia
I september 1897 samlades en grupp kristna i Martin Wells Knapps hem i Cincinnati, Ohio. Man beslutade att lämna Methodist Episcopal Church och bilda International Holiness Union and Prayer League (IHU). 
1900 bytte man namn till International Apostolic Holiness Union (IAHU). Samma år skickade man också ut sina första missionärer till Sydafrika, Indien, Japan, Korea, Karibien och Sydamerika.
1913 var det dags för nästa namnbyte, till International Apostolic Holiness Church (IAHC).
Under de kommande åren anslöt sig följande kyrkor:
- Holiness Christian Church, 1919
- Pilgrim Church i Pasadena, Kalifornien, 1922
- Pentecostal Rescue Mission, 1922
- Pentecostal Brethren in Christ, 1924
- People's Mission Church, 1925

## Pilgrim Holiness Church of New York
1897 bildades Pentecostal Rescue Mission i Binghamton, New York. 1922 gick man med i den nybildade Pilgrim Holiness Church (PHC).
1963 bröt New York-distriktet med PHC och bildade åter eget i protest mot kyrkans nya manual som lade mindre vikt vid församlingstukt.
Numera har man cirka 50 församlingar.

## Pilgrim Holiness Church, Incorporated
I december 1966 beslutade två församlingar i Illinois att inte följa med in den planerade gemensamma Wesleyanska kyrkan. Man
anslöt sig istället till Pilgrim Holiness Church of New York som organiserade en Midwest Conference dit tre församlingar i Indiana snart anslöt sig. 1971 beslutade denna distriktskonferens, på grund av det geografiska avståndet, att organisera sig som en egen kyrka; Pilgrim Holiness Church, Incorporated. Denna kyrka har sitt högkvarter i Anderson, Indiana och består av 35 församlingar i Indiana, Tennessee, Kentucky, Illinois, Ohio, Kansas och Michigan. 